# Borut Bassin
Borut Bassin (z vzdevkom Taubi), slovenski košarkar, * 6. julij 1944, Ljubljana, † 15. junij 2022, Šempeter pri Gorici
Bassin je kariero začel pri dvanajstih letih pri mladinskem klubu AŠK Olimpija, odkril ga je trener Roman Ogrin. Pri sedemnajstih letih je prišel v prvo ekipo Olimpije, pri devetnajstih pa v jugoslovansko reprezentanco. Bassin je bil eden najboljših košarkarjev Olimpije vseh časov in tudi zelo priljubljen med gledalci. V sezoni 1966/67 Pokala evropskih prvakov, tedaj elitnega tekmovanja evropskih košarkarskih klubov - danes Evroliga, se je AŠK Olimpija uvrstila na Zaključni turnir četverice v Madrid, kjer je tesno izgubila z Realom Madridom z rezultatom 66:68, Bassin je bil s tridesetimi točkami najboljši igralec tekme in tudi celotnega turnirja. Leta 1967 je Bassin z reprezentanco osvojil tudi naslov svetovnega podprvaka v Montevideu. Ob tem je z reprezentanco osvojil še dve medalji na Evropskih prvenstvih, srebrno leta 1972 in bronasto 1963.
Bassin je ob višini 178 cm igral na položaju branilca. Znan je bil tudi po svojem varanju pod košem, med katerim je žogo nasprotnikom skril med noge, ter kot član tedaj znamenite druščine ljubljanskih športnikov, znane kot Triperesna deteljica ali Trije mušketirji, ki sta jo sestavljala še nogometaš Branko Oblak in hokejist Tone Gale.
Zadnja leta je preživljal na Primorskem. Po zapletih z dolgotrajno boleznijo je umrl 15. junija 2022, tik pred svojim 78. rojstnim dnevom.